# Auguste Frédéric Louis Viesse de Marmont
Auguste Frédéric Louis Viesse de Marmont, francoski maršal, vojvoda Dubrovniški, * 20. julij 1774, Châtillon-sur-Seine, † 2. marec 1852, Benetke.
Rodil se je v družini vojaškega plemstva. Leta 1806 je postal vojaški guverner Dalmacije, leta 1808 je zaradi zaslug pri zasedbi Dubrovniške republike postal vojvoda Dubrovniški, po vojni z Avstrijo 1809 pa maršal. Bil je tudi prvi generalni guverner Ilirskih provinc (med oktobrom 1809 in februarjem 1811).